# InterCity (Finnland)

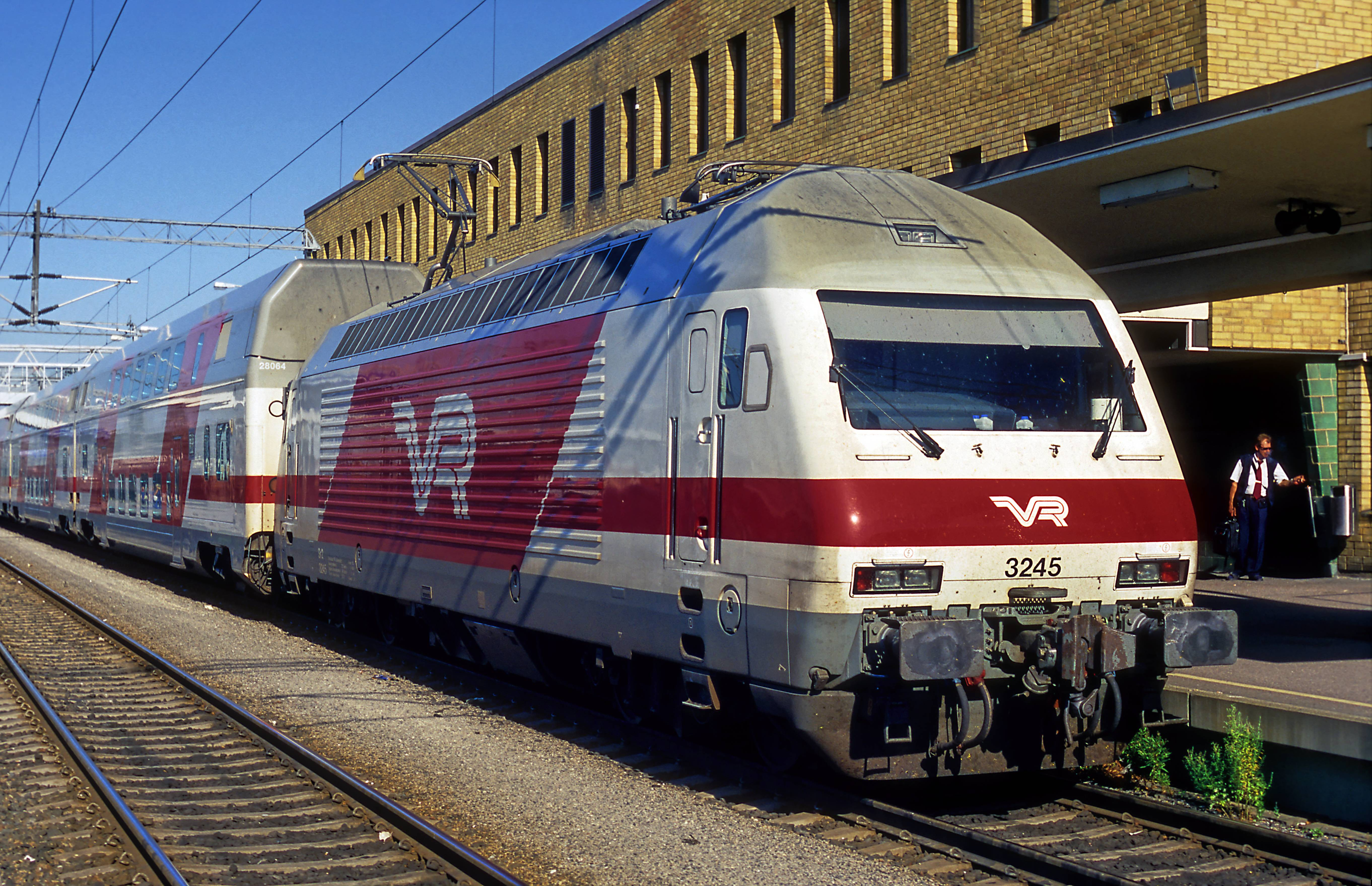
Intercity 2 in Ursprungslack, Bf Turku

Der InterCity (Kurzform: IC) in Finnland ist eine national verwendete Zuggattung.
Die finnische Eisenbahn VR betreibt Intercity-Züge auf den Linien von Helsinki und Turku nach Vaasa, Rovaniemi, Kajaani und Joensuu. Von Helsinki nach Turku, Tampere und Imatra werden gattungsrein aus Doppelstockwagen (InterCity 2) gebildete Züge eingesetzt, in den übrigen Verbindungen laufen die Doppelstockwagen gemeinsam mit einstöckigen IC-Wagen.
Die Fahrzeuge sind generell klimatisiert, die Doppelstockwagen zudem druckdicht. Der Fahrpreis schließt eine optionale Platzreservierung ein, Platzkartenpflicht besteht jedoch nicht. Seit Beginn des Intercitybetriebes sind die Züge an ihrer besonderen Lackierung in weiß mit roten, seit dem 150-jährigen Eisenbahnjubiläum in Finnland mit grünen Kontraststreifen zu erkennen.
Neben den Intercity-Zügen verkehren Pendolino-Züge auf den Strecken von Helsinki nach Turku, Oulu, Kajaani und Joensuu zu einem höheren Fahrpreis und mit kürzeren Fahrzeiten.